# فيسنتي كانو
فيسنتي كانو (بالإسبانية: Vicente Cano)‏ هو شاعر إسباني، ولد في 1927، وتوفي في 11 يوليو 1994.